# Matthias von Kummer
Matthias Ludwig Bogislav von Kummer (* 23. Dezember 1947 in Bremen; † 14. Oktober 2017 in Hamburg) war ein deutscher Diplomat.

## Leben
Nach dem Abitur studierte von Kummer zwischen 1968 und 1974 Rechtswissenschaften und legte 1975 das Erste Juristische Staatsexamen ab. Nach Abschluss des juristischen Vorbereitungsdienstes absolvierte er 1977 das Zweite Juristische Staatsexamen und war danach von 1977 bis 1980 als Rechtsanwalt und Syndikus bei einem Verband tätig.
1980 trat er in den Auswärtigen Dienst ein und war nach Abschluss der Laufbahnprüfung für den höheren Dienst 1982 bis 1984 im Auswärtigen Amt in Bonn an der Botschaft in Venezuela sowie danach zwischen 1986 und 1989 an der Botschaft in Brasilien tätig. Nach einer anschließenden Verwendung an der Botschaft in Großbritannien war von Kummer zwischen 1991 und 1996 Leiter der Fortbildung in der Aus- und Fortbildungsstätte des Auswärtigen Dienstes.
Im Anschluss wurde er 1996 Leiter des Wirtschaftsdienstes an der Botschaft in Griechenland und war danach zwischen 1998 und 2001 Ständiger Vertreter des Generalkonsuls in São Paulo, ehe er von 2001 bis 2006 Referatsleiter in der Rechtsabteilung des Auswärtigen Amtes in Berlin war. Nach einer darauf folgenden Tätigkeit von 2006 bis 2009 als Generalkonsul in Istanbul war er bis 2010 Botschafter der Bundesrepublik Deutschland in der Republik Slowenien, während Brita Wagener seine Nachfolgerin als Generalkonsulin in Istanbul wurde.
Im August 2010 wurde Matthias von Kummer Generalkonsul der Bundesrepublik Deutschland in São Paulo, während ihm Werner Burkart als Botschafter in Slowenien folgte. 2013 wechselte er in den Ruhestand und übernahm später mehrmals die Aufgabe des Programmdirektors des Lateinamerika und Karibikkurses der Internationalen Diplomatenausbildung. Am 14. Oktober 2017 verstarb Matthias von Kummer im Alter von 69 Jahren.

## Veröffentlichungen
- Matthias von Kummer (Hrsg.): Deutsche Präsenz am Bosporus. Istanbul 2010, ISBN 978-6-05560731-9 (316 S.).